# Anatomia umana

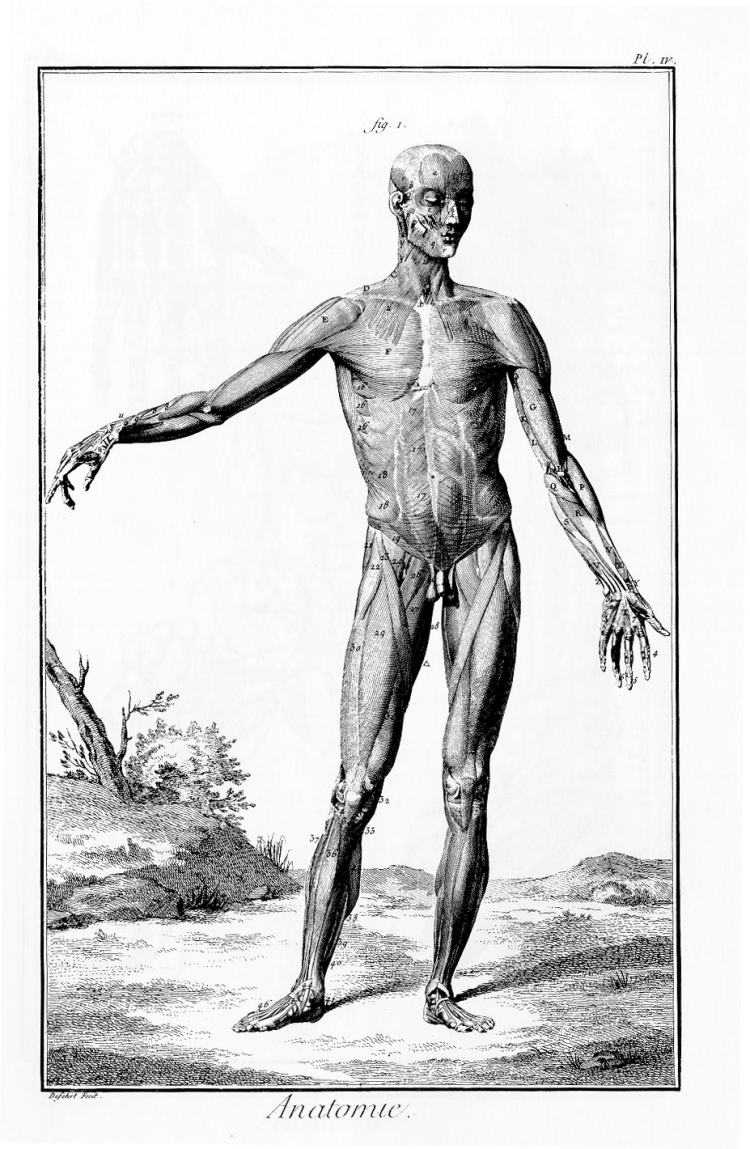
Illustrazione anatomica dei muscoli umani dallEncyclopédie

L'anatomia umana è principalmente lo studio scientifico della morfologia del corpo umano adulto.  È suddivisa in anatomia macroscopica e anatomia microscopica. L'anatomia macroscopica (chiamata anche antropotomia) è lo studio delle strutture anatomiche che possono essere viste senza l'aiuto del microscopio.  L'anatomia microscopica è lo studio delle strutture anatomiche minute assistito dal microscopio, ed include l'istologia (studio dell'organizzazione dei tessuti) e la citologia (studio delle cellule).
In alcune delle proprie caratteristiche l'anatomia umana è strettamente collegata all'embriologia, all'anatomia comparata e alla filogenetica, attraverso radici comuni nell'evoluzione; per esempio, molto del corpo umano mantiene la forma segmentale presente in tutti i vertebrati con unità di base che sono ripetute, ciò è particolarmente ovvio nella colonna vertebrale e nella cassa toracica, e può essere tracciata dagli embrioni al primo stadio.
Il corpo umano consiste di un sistema biologico, composto da organi ed apparati, costituiti da un tessuto biologico, il quale è a sua volta composto da cellule biologiche e tessuto connettivo.

## Storia
La storia dell'anatomia è stata caratterizzata, nel tempo, dal continuo sviluppo nella conoscenza delle funzioni degli organi e delle strutture del corpo umano.  I metodi si sono evoluti nel tempo, partendo dall'esame degli animali e poi attraverso la dissezione di cadaveri fino a tecniche tecnologiche complesse sviluppatesi nel XX secolo.

## Studio

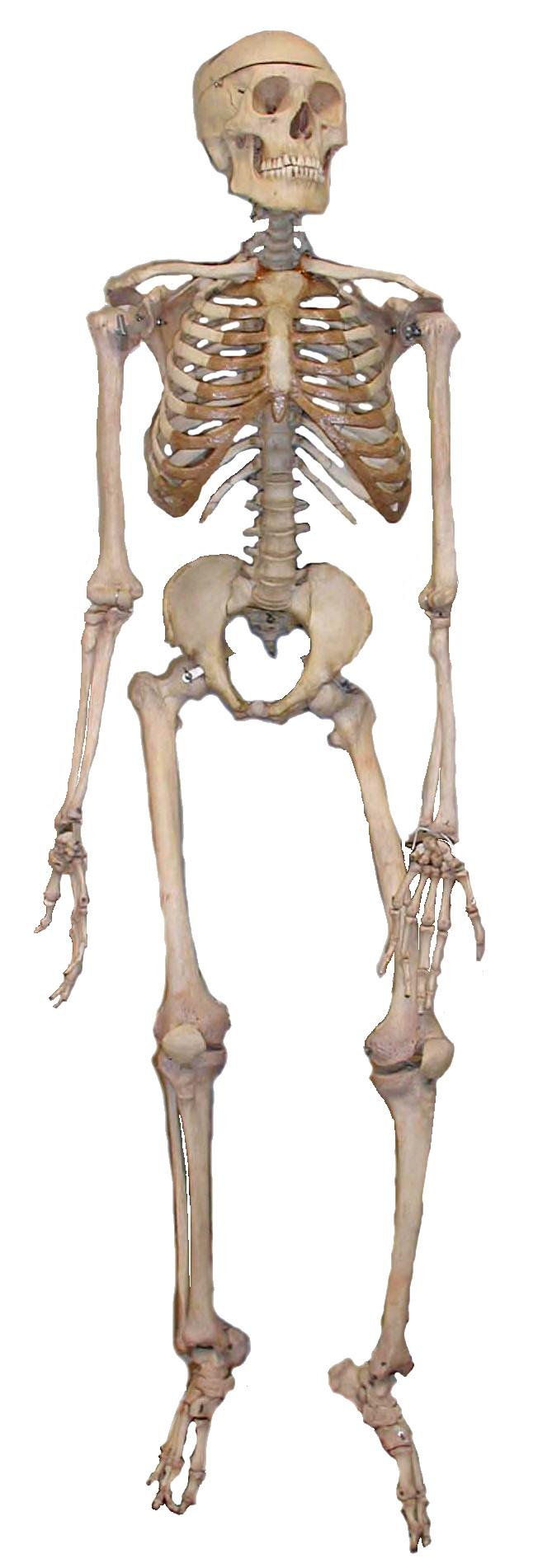
Uno scheletro umano usato per lo studio

Generalmente gli studenti di medicina, odontoiatri, studenti di biologia, chinesiologi (laureati in Scienze Motorie e Sportive), i fisioterapisti, i terapisti occupazionali, i massaggiatori, gli infermieri, i paramedici,  i tecnici di radiologia e gli artisti, imparano l'anatomia e l'anatomia microscopica umana da modelli anatomici, scheletri, libri di testo, diagrammi, fotografie, lettere e tutorial. Lo studio dell'anatomia microscopica può essere aiutato dall'esperienza pratica esaminando dei preparati istologici con l'aiuto del microscopio; e in generale, gli studenti di medicina, imparano l'anatomia umana con l'esperienza pratica attraverso la dissezione e l'ispezione dei cadaveri (corpi umani morti). Una buona conoscenza dell'anatomia umana è richiesta a tutti i medico, specialmente ai chirurghi, e a dottori che lavorano in alcune specialità diagnostiche, come l'istopatologia e la radiologia.
Per lo studio dell'anatomia umana, la fisiologia e la biochimica sono scienze di base complementari nella scienza medica, esse sono generalmente insegnate agli studenti nei primi anni di università. L'anatomia umana può essere insegnata regionalmente o sistematicamente; cioè, rispettivamente, studiare l'anatomia attraverso le regioni del corpo o studiarla attraverso i sistemi specifici.  Il più conosciuto testo di anatomia in lingua inglese, Gray's Anatomy,  è stato recentemente riorganizzato da un formato a sistemi ad un formato a regioni, in linea con i metodi moderni di insegnamento, così come per il famoso Traité d'anatomie humaine di J.L.Testut (1889-1892), cui fece seguito,già nel 1905-1906, con la collaborazione di Honoré Jacob, il Traité d'anatomie topographique (Trattato di Anatomia Topografica)
Lo studio anatomico del corpo umano può svolgersi per sistemi (anatomia sistematica o descrittiva) in cui analiticamente si studiano la conformazione, i rapporti, la struttura e lo sviluppo dei complessi organici dalla funzionalità similare (sistemi appunto), anche se le singole parti del sistema sono dislocate a distanza tra di loro (p.es. il cuore, le arterie, i capillari, le vene, nell'insieme contribuiscono a costituire il sistema circolatorio, giacché tutti insieme espletano la vitale funzione di rifornimento sanguigno ai tessuti e di smaltimento dei prodotti metabolici di rifiuto), oppure topograficamente (anatomia topografica) studiano le diverse strutture, i diversi organi a seconda della sede che occupano e dei rapporti che contraggono con le formazioni vicine. Con tale metodica si suddivide la superficie del corpo umano in territorio o in regioni (testa, collo, torace, arti superiori, arti inferiori, ecc.), e in ciascuno di questi si analizzano i vari strati dai più superficiali ai più profondi.
L'anatomia comprende l'Osteo-Artrologia, la Miologia, la Splancnologia, l'Angiologia, la Cardiologia, la Neurologia, che studiano rispettivamente la struttura delle ossa e delle articolazioni, dei muscoli, delle  viscere, delle vene, del cuore, del sistema nervoso centrale e periferico.
Se è vero che l'anatomia per indagare e descrivere si affida soprattutto alla sua acutezza visiva è pur vero che addentrandosi nel molto piccolo deve per forza avvalersi del microscopio (anatomia microscopica).
Ulteriori suddivisioni della scienza anatomica si riscontrano con l'anatomia chirurgica che studia i problemi anatomici relativi alle malattie d'interesse chirurgico e agli interventi operatori in esse insiti, e il cui campo d'indagine si estende dall'esercitazione tecnica sul cadavere all'esecuzione di interventi su animali da esperimento; l'anatomia comparata che studia la struttura anatomica dei vari componenti della scala zoologica, sino all'uomo, evidenziandone i punti di contatto e le molteplici trasformazioni strutturali che via via caratterizzano gli animali superiori; l'anatomia embrionale che ci informa della struttura del corpo embrionale; l'anatomia radiologica che si occupa della nomenclatura e della conformazione delle singole parti del corpo umano così come appaiono alla radioscopia ed alla radiografia; l'anatomia patologica che studia e confronta con le strutture normali le alterazioni macro e microscopiche indotte nell'organismo dai vari agenti morbosi, cercando altresì di accertare delle constatate alterazioni la causa precisa di morte. Come si vede il campo di questa scienza medica di capitale importanza è ben ampio e sempre foriero di sviluppi giacché le metodiche d'indagine sempre più perfezionate permettono costanti approfondimenti della conoscenza intima, addirittura sub-microscopica, della struttura umana.

### Gruppi regionali

Corpo umano

- Testa, Faccia e Collo — includono tutto quanto si trova sopra al torace.
- Arti superiori — includono la spalla, il braccio,  il gomito, il polso, la mano.
- Torace — la regione del petto dalla cassa toracica al diaframma.
- Addome – va dal diaframma alla regione pelvica
- Schiena — la colonna vertebrale con i propri componenti: le vertebre, l'osso sacro, il coccige, e i dischi intervertebrali.
- Pelvi — tutto ciò che si trova dalla regione pelvica al diaframma o fascia pelvica.
- Perineo — la regione tra gli organi sessuali e l'ano.
- Arti inferiori — tutto ciò che sta sotto al legamento inguinale, includono l'anca, la coscia, il ginocchio, la gamba e il piede.

### Maggiori apparati e sistemi
- Apparato tegumentario: pelle ed anche peli, capelli e unghie
- Sistema scheletrico: supporto strutturale e protezione con le ossa, le cartilagini e i legamenti.
- Sistema muscolare: movimento con i muscoli e i tendini.
- Sistema nervoso: acquisisce, trasferisce e processa l'informazione tramite l'encefalo, il midollo spinale e i nervi encefalospinali, del sistema nervoso autonomo e gangli.
- Sistema linfatico: strutture coinvolte nel trasferimento della linfa tra i tessuti, la linfa e i linfonodi e i vasi linfatici che la trasportano.
- Sistema immunitario: che difende dagli agenti che causano malattie con i leucociti, le tonsille, le adenoidi, il timo, e la milza; da menzionare i rapporti col sistema ematomidollare (NB il flusso sanguigno ed il midollo osseo).
- Apparato cardiovascolare: il pompaggio e la canalizzazione del sangue da e verso il corpo e i polmoni con il cuore, sangue, e vasi sanguigni.
- Apparato respiratorio: organi usati per la respirazione, bocca, faringe, laringe, trachea, bronchi, polmoni, e il diaframma.
- Apparato digerente: con assorbimento e digestione delle sostanze nutritive; bocca, ghiandole salivari, esofago, lo stomaco, il fegato e vie biliari, la cistifellea, il pancreas, l'intestino (tenue e colon), il retto e l'ano.
- Apparato urinario: strutture coinvolte nel bilanciamento elettrolitico e nell'escrezione dell'urina reni, ureteri, vescica urinaria e uretra.
- Apparato genitale maschile e apparato genitale femminile: gli organi coinvolti nella riproduzione come le ovaie, le tube di Falloppio, l'utero, la vagina, i testicoli, i vasi deferenti, la vescicola seminale, la prostata, ed il pene.
- Apparato endocrino: strutture ghiandolari deputate alla secrezione di ormoni (endocrinia), dislocate in vari distretti corporei, tra le quali è opportuno ricordare l'ipofisi, l'epifisi, la tiroide, le paratiroidi, le isole di Langerhans, le ghiandole surrenali. A queste ghiandole vanno aggiunte porzioni endocrine di alcuni organi (quali il fegato, i reni, il cuore, le gonadi, il timo). Inoltre, l'apparato endocrino comprende anche particolari formazioni cellulari ampiamente distribuite nei vari territori somatici che nel complesso vanno a costituire il cosiddetto sistema endocrino diffuso.
- Apparati della sensibilità specifica: l'apparato visivo e l'apparato uditivo.
- Apparato lacrimale